# Cevico Navero
Cevico Navero – gmina w Hiszpanii, w prowincji Palencia, w Kastylii i León, o powierzchni 44,05 km². W 2011 roku gmina liczyła 219 mieszkańców.